# Фатахов, Артём Фаридович
Артём Фаридович Фатахов (родился 8 сентября 1979 в Пензе) — российский регбист, нападающий (фланкер) команды «ВВА-Подмосковье» и сборной России. Закончил профессиональную карьеру в 2018 году. Занимает одну из руководящих должностей в Академии регби «Центр». Мастер спорта международного класса, Заслуженный мастер спорта России.

## Биография

### Клубная карьера
Родился в 1979 году в городе Пенза 19 (ныне Заречный) Пензенской области. До 19 лет занимался баскетболом, играл в студенческой лиге АСБ, еще учась в школе привлекался к играм за университетскую сборную Пензенского Политехнического Института.
Воспитанник пензенского регби. За свою карьеру Фатахов выступал за команды «Империя» (ранее — «Пенза»), «Енисей-СТМ» и «Стрела-Агро» (ранее — «Агроуниверситет»). Также играл в регбилиг в составе пензенской команды «Империя». Выступал в «ВВА-Подмосковье» с 2010 по 2012 годы, после краткого пребывания в «Стреле-Агро» в конце 2013 года вернулся в подмосковную команду.

### Карьера в сборной
Артём Фатахов дебютировал 12 ноября 2005 в поединке сборной России против сборной Чехии. Единственную попытку занёс 12 мая 2011 в игре против сборной Украины. В составе сборной России участвовал в чемпионате мира в Новой Зеландии в 2011 году, сыграв все четыре матча. По его мнению, на том турнире сборная России, игравшая исключительно на характере, сыграла во всех матчах, кроме игры со сборной США, вполне достойно. Сыграл 70 матчей за национальную сборную России.

### Семья
Женат,есть сын.